# 内山郁夫
内山 郁夫（うちやま いくお、1951年6月11日 - ）は、日本の技術者、実業家。日本ケミコン株式会社代表取締役社長を経て、同社代表取締役会長だった。

## 人物・経歴
新潟県上越市出身。新潟県立高田高等学校を経て、1975年宇都宮大学工学部工業化学科卒業。部活動では自動車部に所属した。1977年宇都宮大学大学院工学研究科工業化学専攻修士課程修了、日本ケミカルコンデンサー入社。1997年KDK新潟工場長。2001年日本ケミコン取締役。2002年日本ケミコン材料事業部本部長。2003年から日本ケミコン代表取締役社長を務め、研究開発への投資を進めるなどした。2019年日本ケミコン代表取締役会長。2021年6月、退任。